# Karahalli, Kolar
Karahalli là một làng thuộc tehsil Kolar, huyện Kolar, bang Karnataka, Ấn Độ.